# 19478 Джейміфлорес
19478 Джейміфлорес (19478 Jaimeflores) — астероїд головного поясу, відкритий 21 квітня 1998 року.
Тіссеранів параметр щодо Юпітера — 3,491.